# Ann Davies
Ann Cuerton Davies (Hornchurch, 25 novembre 1934 – Londra, 26 aprile 2022) è stata un'attrice britannica.

## Vita privata
È stata sposata con Richard Briers dal 1956 alla morte dell'attore nel 2013. La coppia ha avuto due figlie, le attrici Lucy Briers e Kate Briers.

## Filmografia parziale

### Cinema
- Gli amici di Peter (Peter's Friends), regia di Kenneth Branagh (1992)
- Nel bel mezzo di un gelido inverno (In the Bleak Midwinter), regia di Kenneth Branagh (1995)
- Run for Your Wife, regia di Ray Cooney e John Luton (2012)

### Televisione
- Doctor Who - serie TV, 5 episodi (1964)
- Viaggio intorno a mio padre (A Voyage Round My Father) - film TV (1982)
- Paradise Postponed - miniserie TV, 7 episodi (1986)
- Ever Decreasing Circles - serie TV, 2 episodi (1987- 1989)